# Љутићи (племенски савез)
Љутићи, Вилци или Велети, су били савез племена Полапских Словена, који су у периоду од 10. до 12. вијека насељавали подручје сјевероисточне Њемачке, од средњег тока ријеке Лабе на западу све до Одре на истоку и на сјевер до Балтичког мора укључујући и острво Риген, на југу су граничили са Лужичким Србима.
Живјели су источно од Бодрића, а њихов савез су сачињавала следећа племена: Кишани, Прекопјенци или Цирципани, Доленчани или Доленци, Ретари, Рујанци или Ранци, Украни, Ријечани, Стодорани или Хавољани, Брежани, Спревљани и Моричани (Морачани) који су имали два племена. Сматра се да им је име изведеница од словенске ријечи љут, због жестоког отпора који су пружали освајачима. Политички и вјерски центар овог племенског савеза био је град Ретра. Током своје историје ратовали су против сусједа, како германских тако и словенских. Били су често у сукобима са Бодрићима, а за вријеме војевања Бодрића за франачког краља Карла Великог, Љутићи су нападали и пљачкали њихове земље. Карло Велики их је у савезу са Бодрићима и Лужичким Србима казнио за тај напад и присилио на плаћање данка. Године 808. у вријеме данске инвазије на земљу Бодрића у нападу су учествовали и Љутићи, а Карло Велики је поново водио ратове са њима 818. и 819. године. Половином 9. вијека Отон I их је покорио али они су заједно са осталим Полапским Словенима 983. године дигли устанак и ослободили се. После скоро 150 година слободе коначно су их покорили њемачки феудалци Албрехт Медвед и Хенрик Лав. Током наредних вијекова су присилно покрштени и у потпуности германизовани.